# Новица Величковић
Новица Величковић (Београд, 5. октобар 1986) је бивши српски кошаркаш. Играо је на позицији крилног центра.
Сениорску каријеру је почео у Партизану, за чији први тим је дебитовао у сезони 2004/05. У дресу Партизана је играо у два наврата, и током тог периода је освојио пет титула државног првака, три титуле Јадранске лиге, пет трофеја Купа Радивоја Кораћа као и један Суперкуп Јадранске лиге. Из Партизана је прешао у Реал Мадрид, а у иностранству је још играо и за Брозе Бамберг и Трабзонспор. Такође је у два наврата био играч Мега Визуре.
Са сениорском репрезентацијом Србије је освојио сребрну медаљу на Европском првенству 2009. у Пољској. Играо је такође и на Европском првенству 2007. у Шпанији као и на Светском првенству 2010. у Турској.

## Клупска каријера

### Партизан
Кошарку је почео да тренира у клубу Дрвомаркет, затим је био члан Земуна, а 2001. године прелази у Партизан. Упоредо са јуниорима црно-белих, Величковић је на почетку каријере играо и за Торлак у Првој Б лиги, клуб који је тада био други тим Партизана. За први тим Партизана је дебитовао у сезони 2004/05. Играјући под тренером Душком Вујошевићем, Величковић је у наредних пет сезона освојио пет титула државног првака, три титуле Јадранске лиге као и два трофеја домаћег Купа Радивоја Кораћа.
За Партизан је у Евролиги дебитовао током сезоне 2005/06. У првој сезони са црно-белима такмичење у Евролиги завршава већ у првој фази. У другој сезони је крајњи домет била ТОП 16 фаза, а потом у сезонама 2007/08. и 2008/09. стиже до четвртфинала Евролиге где су црно-бели елиминисани од Таукерамике и московског ЦСКА. И док је у прве две сезоне у најјачем клупском такмичењу имао мали учинак, у друге две сезоне где су црно-бели стигли до четвртфинала је био један од водећих играча.
У Евролигиној 2008/09. сезони је добио награду „Звезда у успону”, која се додељује најбољем младом играчу овог такмичења. Његове одличне партије дошле су до изражаја у фебруару 2009. када је учествовао у три Партизанове победе у мечевима ТОП 16 фазе, и тако добио награду за најкориснијег играча тог месеца. Величковић је сезону 2008/09. завршио као најбољи стрелац Партизана у Евролиги са 11,5 поена по утакмици и као други скакач, са 5,1 скокова по утакмици. Величковић је такође био међу три најбоља играча у екипи по броју украдених лопти, асистенција и блокада.
Величковић је дао и значајан допринос освајању три домаћа трофеја у сезони 2008/09. Прво је у фебруару 2009. добио награду за најкориснијег играча Купа Радивоја Кораћа, потом је у априлу добио награду за најкориснијег играча фајнал-фора Јадранске лиге и коначно у завршници сезоне је био и најкориснији играч Суперлиге.

### Реал Мадрид
У јуну 2009. је потписао двогодишњи уговор са Реал Мадридом, уз опцију продужетка за још једну сезону. Прве две сезоне у Реалу је играо под тренером Еторе Месином. И док је у првој сезони имао солидан учинак (7,9 поена у Евролиги и 9,9 поена у АЦБ лиги) у другој сезони су му бројке значајно опале. Током лета 2011. уместо Месине на позицију тренера Реала стиже Пабло Ласо који је одлучио да задржи Величковића, па је уговор продужен на још две године.
На почетку сезоне 2011/12. Величковић је имао проблема са повредом па је пропустио одређен број утакмица. У фебруару 2012. са Реалом осваја Куп Шпаније, што му је и једини трофеј освојен у мадридском клубу. Током сезоне 2011/12. је бележио просечно 6,8 поена у АЦБ лиги и 4,1 поен у Евролиги. Након завршетка ове сезоне, у јуну 2012, Реал је раскинуо уговор са Величковићем.

### Мега Визура
Сезону 2012/13. почиње без клуба због опоравка од операција колена, али 31. јануара 2013. потписује уговор са Мега Визуром. Величковићу је у Меги тренер био Дејан Милојевић, са којим је претходно играо у Партизану од 2004. до 2006. године. За Мегу је дебитовао 7. фебруара 2013, на утакмици четвртфинала Купа Радивоја Кораћа против Вршца. На свом дебију је за 19 минута постигао пет поена, а његов клуб је славио 82:79 па је тако изборио пласман у полуфинале. Два дана касније Мега је у полуфиналу поражена од Партизана, а Величковић је против свог бившег клуба за 22 минута забележио пет поена и шест скокова.
У сезони 2012/13. Мега Визура је наступала само у домаћем такмичењу — Кошаркашкој лиги Србије. Величковић је у КЛС дебитовао тек у последњем колу прве фазе, 23. марта, против Војводине Србијагас, у утакмици која је одлучивала ко ће заузети прво место. Војводина је славила 76:77 па је тако заузела прво место, иако је имала исти учинак као и Мега, али их је савладала у оба међусобна дуела. Величковић је на овом мечу забележио 10 поена и четири скока за 23 минута на терену.
Величковић је потом наступао за Мегу у Суперлиги Србије, где је на 12 одиграних утакмица бележио просечно 15 поена по мечу. Два пута је био најкориснији играч кола у Суперлиги. Прво у 8. колу у поразу 66:89 од Партизана, када је забележио 21 поен, осам скокова, три украдене лопте што је уз 8/12 из игре било довољно за валоризацију 31. Други пут је био најкориснији у 10. колу када је у победи 87:85 над Радничким забележио 37 поена, осам скокова и индекс успешности 43.
Својим партијама је помогао Меги да стигне до пласмана у Јадранску лигу по први пут у својој историји, а у полуфиналу плеј офа их је зауставила Црвена звезда укупним резултатом 2:1. Величковић је у првом мечу против Црвене звезде доживео фрактуру носа, други је одиграо са маском на лицу и доживео нови ударац а трећу утакмицу је морао да пропусти.

### Брозе Бамберг
У августу 2013. је потписао једногодишњи уговор са немачким Брозе Бамбергом. Ипак Величковић се у овом клубу задржао само до фебруара 2014, када је добио отказ. Као разлог раскида уговора са Величковићем, Бамберг је у саопштењу навео његову лошу физичку спрему. Величковић је у дресу Бамберга одиграо укупно 17 утакмица у три такмичења (осам у Бундеслиги, пет у Евролиги и четири у Еврокупу). У Евролиги је у просеку бележио 7,2 поена уз 2,8 скокова, у Еврокупу је имао учинак од 5,3 поена и 3,3 скока, док је у Бундеслиги бележио 4,4 поена и 4,3 скока по мечу.

### Повратак у Мегу
Само неколико дана након отказа у Бамбергу, Величковић се вратио у Мега Визуру, потписавши уговор до краја сезоне 2013/14. Величковић је после Ратка Варде био најстарији играч у екипи, а остатак тима су чинили млади играч попут Мицића, Јокића, Дангубића, Миљеновића итд. Величковић је одиграо четири утакмице у Јадранској лиги, на којима је бележио просечно 15 поена и 8,8 скока по мечу.
Потом је наступао и у Суперлиги Србије, где је на 15 одиграних утакмица бележио просечно 16,1 поен и 8,3 скока по мечу. Са укупно 287 индексних поена је био други најкориснији играч Суперлиге, а од њега је бољи био само Бобан Марјановић из Црвене звезде. Као и претходне сезоне Мега је и овај пут стигла до полуфинала плејофа, где је елиминисана од Црвене звезде која је славила укупним резултатом 2:0.

### Трабзонспор
У јуну 2014. је потписао једногодишњи уговор са турским Трабзонспором. У дресу Трабзонспора је, током сезоне 2014/15, на 30 утакмица регуларног дела првенства Турске бележио просечно 10,8 поена и 6,1 скокова по мечу. Клуб је завршио регуларни део сезоне на шестом месту, па је тако изборио пласман у плејоф где их је у четвтрфиналу чекала Дарушафака. И поред тога што је Дарушафака имала предност домаћег терена, Трабзонспор је овој серији славио укупним резултатом 2:0 у победама. Величковић је на првој утакмици, на гостовању Дарушафаки, забележио 16 поена и 10 скокова, док је на другом мечу у Трабзону био још бољи са 21 поеном и 13 скокова. Између ова два меча је потписао нови једногодишњи уговор са Трабзоном. У полуфиналу плејофа Анадолу Ефес је елиминисао Трабзонспор укупним резултатом 3:0 у победама. У овој сезони Трабзон је стигао и до финала ФИБА Еврочеленџа где је поражен од Нантера резултатом 64:63. Величковић је у Еврочеленџу бележио просечно 13,5 поена и 6,4 скока по мечу.
Трабзонспор је у сезони 2015/16. имао доста слабије резултате у првенству Турске. Након што су после 18. одиграних кола имали само седам победа, клуб је у фебруару 2016. одлучио да смени тренера Ненада Марковића а потом и да раскине уговоре са Величковићем и Рајаном Томпсоном. Величковић је у овој сезони на 14 утакмица у првенству Турске бележио просечно 8,3 поена и 4,6 скока по мечу, док је у Еврокупу имао сличан учинак, на 13 одиграних утакмица бележио је просечно 8,1 поен и 5,3 ухваћених лопти по мечу.

### Повратак у Партизан
Величковић се 1. марта 2016. вратио у Партизан, потписавши уговор са клубом до краја 2015/16. сезоне. С обзиром да је Партизан до тада завршио своја такмичења у Јадранској лиги и Еврокупу, Величковић је наступао само у Суперлиги Србије, где су црно-бели поражени у финалној серији од Црвене звезде. У септембру 2016. је потписао нови једногодишњи уговор са Партизаном, а недуго затим је постављен и за капитена. У сезони 2016/17. са црно-белима није освојио ниједан клупски трофеј, али је уврштен у идеалну петорку Јадранске лиге за такмичарску 2016/17, након што је просечно бележио просечно 11,3 поена и 5,2 скока у овом такмичењу.
Дана 18. септембра 2017. је потписао нови једногодишњи уговор са Партизаном. Свој 400. меч у дресу Партизана је одиграо 18. фебруара 2018. у финалу Купа Радивоја Кораћа против Црвене звезде. Партизан је на овом мечу славио резултатом 81:75 па је тако освојио први трофеј након четири године, а Величковић је меч завршио са 13 постигнутих поена. То је био једини трофеј који је Величковић освојио у сезони 2017/18, али је као и претходне сезоне поново уврштен у идеалну петорку Јадранске лиге након што је бележио просечно 12,1 поена и 5,3 скока по мечу.
У августу 2018. је поново продужио уговор на још годину дана. У сезони 2018/19. са црно-белима осваја још један Куп Радивоја Кораћа. У овој сезони је имао нешто слабији лични учинак, па је у Јадранској лиги бележио тек 4,3 поена док је у Суперлиги имао нешто бољи учинак са 8,3 поена просечно по мечу. Као и претходних година, Величковић је током лета 2019. продужио уговор са Партизаном. У сезони 2019/20. списку освојених трофеја додаје Суперкуп Јадранске лиге, као и још један Куп Радивоја Кораћа. Величковић је 18. јануара 2020, на утакмици 16. кола Јадранске лиге против ФМП-а, забележио свој 472. наступ у дресу Партизана, па је тако постао играч са највише одиграних утакмица у историји клуба.
Дана 8. јула 2021. године је објавио да завршава играчку каријеру. Званично се повукао 16. септембра 2021. године на опроштајној пријатељској утакмици Партизана против турског Анадолу Ефеса.

## Репрезентација

### Млађе категорије
Са репрезентацијом до 20 година је освојио бронзану медаљу на Европском првенству 2005. у Чехову. У екипи коју је предводио селектор Лука Павићевић, Величковић је имао малу минутажу, па је бележио тек 2,5 поена и 1,5 скок по мечу. Наредне године са истом узрасном категоријом, али код селектора Муте Николића, осваја златну медаљу на Европском првенству у Измиру. Величковић је на овом првенству бележио просечно 4,6 поена и два скока по мечу.

### Сениори
Селектор сениорске репрезентације Србије Зоран Славнић је уврстио Величковића на коначан списак играча за Европско првенство 2007. у Шпанији. Репрезентација Србије је такмичење завршила већ у групној фази, након што је забележила три пораза у три утакмице. Величковић је на ове три утакмице бележио просечно четири поена и три скока по утакмици.
Код наредног селектора Душана Ивковића је током лета 2008. играо у квалификацијама за Европско првенство 2009. у Пољској, а затим је 2009. играо и на Европском првенству у Пољској где је освојена сребрна медаља. Величковић је на овом првенству бележио просечно 11,1 поен и 4,9 скока по утакмици. Био је део националног тима и на Светском првенству 2010. у Турској. Србија је на овом првенству стигла до полуфинала где је поражена од домаћина Турске, а потом је и у мечу за треће место изгубила и од Литваније. Величковић је на овом првенству бележио просечно 11,3 поена и 4,7 скока по мечу.
Величковић је био на списку и за Европско првенство 2011. у Литванији. Почео је припреме са репрезентацијом, али је 23. августа 2011. објављено да неће путовати на ЕП пошто због повреде мишића није спреман да одговори високим захтевима такмичења.  Због повреде није играо током лета 2012. у квалификацијама за Европско првенство 2013. у Словенији, а наредног лета је због повреде поново отказао позив селектору Ивковићу за ЕП у Словенији.
Нови селектор Александар Ђорђевић је уврстио Величковића на списак играча за Светско првенство 2014. у Шпанији. Ипак иако је у претходним разговорима са селектором потврдио да ће играти, само два дана након објављивања списка Величковић је обавестио Ђорђевића да због повреде колена не може да се појави на припремама. То је наљутило Ђорђевића који је Величковићев потез назвао срамним, посебно због тога јер је због њега са списка претходно отписао двојицу крилних центара Мачвана и Савановића. Након тога Ђорђевић до краја свог селекторског мандата 2019. године није позивао Величковића у национални тим.
У фебруару 2020. нови селектор Игор Кокошков је уврстио Величковића на списак играча за утакмице против Финске и Грузије у квалификацијама за Европско првенство 2021. Величковић је тако после скоро 10 година поново заиграо за национални тим.

## У популарној култури
Између осталих јавних личности се појављује у споту песме Банета Лалића и MVP-ја Целу ноћ и цели дан, као и тадашњи саиграч из репрезентације Коста Перовић.

## Успеси

### Клупски
- Партизан:
  - Првенство СЦГ (2): 2004/05, 2005/06.
  - Првенство Србије (3): 2006/07, 2007/08, 2008/09.
  - Јадранска лига (3): 2006/07, 2007/08, 2008/09.
  - Суперкуп Јадранске лиге (1): 2019.
  - Куп Радивоја Кораћа (5): 2008, 2009, 2018, 2019, 2020.
- Реал Мадрид:
  - Куп Шпаније (1): 2012.

### Репрезентативни
- Европско првенство до 20 година:  2005,  2006.
- Европско првенство:  2009.

### Појединачни
- Звезда у успону Евролиге (1): 2008/09.
- Најкориснији играч Суперлиге Србије (1): 2008/09.
- Најкориснији играч Купа Радивоја Кораћа (1): 2009.
- Најкориснији играч фајнал-фора Јадранске лиге (1): 2008/09.
- Идеална стартна петорка Јадранске лиге (2): 2016/17, 2017/18.

## Статистика

### Евролига
| Сезона   | Екипа         | ОУ  | СУ | МПУ  | ПШ%  | 3П%  | СБ%  | СПУ | АПУ | УПУ | БПУ | ППУ  | ИПУ  |
| -------- | ------------- | --- | -- | ---- | ---- | ---- | ---- | --- | --- | --- | --- | ---- | ---- |
| 2005/06. | Партизан      | 12  | 0  | 3.4  | .714 | .500 | .333 | 0.5 | 0   | .3  | .0  | 1.0  | -0.1 |
| 2006/07. | Партизан      | 20  | 1  | 7.0  | .500 | .500 | .520 | 1.8 | .3  | .5  | .1  | 2.8  | 3.0  |
| 2007/08. | Партизан      | 22  | 21 | 28.2 | .446 | .299 | .750 | 6.9 | 1.6 | .8  | .3  | 10.6 | 11.7 |
| 2008/09. | Партизан      | 19  | 15 | 26.1 | .428 | .324 | .750 | 5.1 | 1.8 | .8  | .4  | 11.5 | 11.7 |
| 2009/10. | Реал Мадрид   | 16  | 8  | 22.6 | .500 | .417 | .576 | 4.1 | 1.8 | .8  | .3  | 7.9  | 9.1  |
| 2010/11. | Реал Мадрид   | 19  | 2  | 12.1 | .416 | .333 | .462 | 2.8 | .5  | .2  | .2  | 3.4  | 3.3  |
| 2011/12. | Реал Мадрид   | 7   | 1  | 11.5 | .414 | .300 | .250 | 1.9 | 1.6 | .7  | .1  | 4.1  | 3.9  |
| 2013/14. | Брозе Бамберг | 5   | 4  | 20.0 | .357 | .083 | .833 | 2.8 | 1.2 | .4  | .0  | 7.2  | 4.8  |
| Каријера |               | 120 | 52 | 17.2 | .446 | .310 | .632 | 3.7 | 1.1 | .6  | .2  | 6.4  | 6.6  |